# Aviatorul
Aviatorul (original The Aviator) este un film american biografic de dramă din anul 2004, regizat de Martin Scorsese, după scenariul lui John Logan, produs de Michael Mann, Sandy Climan, Graham King, și Charles Evans, Jr., cu participarea lui Leonardo DiCaprio în rolul lui Howard Hughes, Cate Blanchett ca Katharine Hepburn și Kate Beckinsale ca Ava Gardner. În distribuție mai sunt Ian Holm, John C. Reilly, Alec Baldwin, Jude Law ca Errol Flynn, Gwen Stefani ca Jean Harlow, Willem Dafoe, Alan Alda și Edward Herrmann. Filmul descrie povestea reală a pionierului în domeniul aviației Howard Hughes, care mai târziu a devenit cel mai bogat om din lume, conform numeroaselor surse, inclusiv o biografie de Charles Higham. Filmul se axază asupra vieții lui Hughes de la sfârșitul anilor 1920 până în 1947, timp în care a devenit un producător de film de succes și un magnat în aviație, timp în care decolările sale devin tot mai instabile din cauza unei tulburări obsesiv-compulsivă severe, agravată de accidente de avion.
Aviatorul a fost nominalizat la 11 Premii Oscar, inclusiv Best Picture, Best Director for Scorsese, Best Original Screenplay, Best Actor pentru Leonardo DiCaprio și Best Supporting Actor pentru Alan Alda, câștigând 5 din ele pentru Best Cinematography, Best Film Editing, Best Costume Design, Best Art Direction și Best Supporting Actress pentru Cate Blanchett. Șapte ani mai târziu această performanță a fost egalată de un alt film al lui Scorsese Hugo.

## Distribuție
- Leonardo DiCaprio în rolul lui Howard Hughes - DiCaprio also served as executive producer.
- Cate Blanchett în rolul lui Katharine Hepburn
- John C. Reilly în rolul lui Noah Dietrich
- Kate Beckinsale în rolul lui Ava Gardner
- Alec Baldwin în rolul lui Juan Trippe
- Alan Alda în rolul lui Senator Owen Brewster
- Ian Holm as Professor Fitz
- Danny Huston în rolul lui Jack Frye
- Gwen Stefani în rolul lui Jean Harlow
- Jude Law în rolul lui Errol Flynn
- Willem Dafoe as Roland Sweet
- Adam Scott as Johnny Meyer
- Matt Ross în rolul lui Glen "Odie" Odekirk
- Kevin O'Rourke as Spencer Tracy
- Kelli Garner în rolul lui Faith Domergue
- Frances Conroy în rolul lui Katharine Houghton
- Brent Spiner în rolul lui Robert E. Gross
- Stanley DeSantis în rolul lui Louis B. Mayer
- Edward Herrmann în rolul lui Joseph Breen
- J.C. MacKenzie în rolul lui Ludlow Ogden Smith
- Josie Maran as Thelma the Cigarette Girl
- Jane Lynch în rolul lui Amelia Earhart (Scenes deleted from final cut)